# Liste der Eisenbahnstrecken in Namibia

Eisenbahnstrecken in Namibia (2015)

Die Liste der namibischen Eisenbahnstrecken umfasst alle aktuellen und historischen Eisenbahnstrecken in Namibia.

## Öffentliche Strecken
Kursive Strecken sind stillgelegt.
| Name                 | Anfangspunkt                             | Endpunkt                                | Spurweite (mm) | Länge (km) | Inbetrieb- nahme | Außer- betrieb- nahme | Foto | Anmerkungen                                                         |
| -------------------- | ---------------------------------------- | --------------------------------------- | -------------- | ---------- | ---------------- | --------------------- | ---- | ------------------------------------------------------------------- |
| Kranzberg–Walvis Bay | Kranzberg 21° 56′ 5″ S, 15° 40′ 1″ O     | Walvis Bay 22° 57′ 27″ S, 14° 29′ 43″ O | 1067           | 167        | 1905             |                       |      | Historisch Teil der „Otavibahn“ mit Spurweite 610                   |
| Kranzberg–Otavi      | Kranzberg 21° 56′ 5″ S, 15° 40′ 1″ O     | Otavi 19° 38′ 28″ S, 17° 20′ 22″ O      | 1067           | 330        | 1906             |                       |      | Historisch Teil der „Otavibahn“ mit Spurweite 610                   |
| Otavi–Tsumeb         | Otavi 19° 38′ 28″ S, 17° 20′ 22″ O       | Tsumeb 19° 13′ 49″ S, 17° 42′ 11″ O     | 1067           | 70         | 1906             |                       |      |                                                                     |
| Tsumeb–Oshikango     | Tsumeb 19° 13′ 49″ S, 17° 42′ 11″ O      | Oshikango 17° 23′ 48″ S, 15° 52′ 45″ O  | 1067           | 309        | 2006 bzw. 2012   |                       |      | „Nordbahn“                                                          |
| Otavi–Grootfontein   | Otavi 19° 38′ 28″ S, 17° 20′ 22″ O       | Grootfontein 19° 34′ 6″ S, 18° 5′ 51″ O | 1067           | 93,1       | 1908             |                       |      |                                                                     |
| Lüderitz–Seeheim     | Lüderitz 26° 38′ 50″ S, 15° 9′ 15″ O     | Seeheim 26° 48′ 57″ S, 17° 47′ 58″ O    | 1067           | 319        | 1906             |                       |      | „Südbahn“; Historisch „Lüderitzbahn“                                |
| Windhoek–Nakop       | Windhoek 22° 33′ 34″ S, 17° 4′ 52″ O     | Nakop 28° 6′ 13″ S, 20° 0′ 35″ O        | 1067           | 865        | 1910–1915        |                       |      | nur bis Karasburg 28° 1′ 5″ S, 18° 44′ 47″ O in Betrieb             |
| Windhoek–Kranzberg   | Windhoek 22° 33′ 34″ S, 17° 4′ 52″ O     | Kranzberg 21° 56′ 5″ S, 15° 40′ 1″ O    | 1067           | 210        | 1897–            |                       |      | Historisch Teil der Bahnstrecke Swakopmund–Windhoek                 |
| Windhoek–Gobabis     | Windhoek 22° 33′ 34″ S, 17° 4′ 52″ O     | Gobabis 22° 26′ 53″ S, 18° 58′ 20″ O    | 1067           | 224        | 1929             |                       |      |                                                                     |
| Otjiwarongo–Outjo    | Otjiwarongo 20° 27′ 43″ S, 16° 38′ 15″ O | Outjo 20° 6′ 15″ S, 16° 10′ 12″ O       | 600 bzw. 1067  | 69         | 1914 bzw. 1921   | 1990er                |      | abgebaut in den 2000er Jahren; Teil der historischen „Ambolandbahn“ |

### Geplante Strecken
- Trans-Kalahari („Ostbahn“)
- Trans-Caprivi

### Historische Privatbahnen
| Name                                 | Anfangspunkt                            | Endpunkt                            | Spur- weite (mm) | Länge (km) | Inbetrieb- nahme | Außer- betrieb- nahme | Foto | Anmerkungen |
| ------------------------------------ | --------------------------------------- | ----------------------------------- | ---------------- | ---------- | ---------------- | --------------------- | ---- | ----------- |
| Bahnstrecke Kolmanskop–Bogenfels     | Kolmanskuppe                            | Bogenfels                           | 610              | 119        | 1909–1913        | ?                     |      |             |
| Bahnstrecke Lüderitz–Schmidtfeld     | Lüderitz                                | Schmidtfeld                         | 610              | 4          | 1913             | ?                     |      |             |
| Bahnstrecke Kolmanskop–Charlottental | Kolmanskuppe                            | Charlottental                       | 610              | 7          | 1920             | ?                     |      |             |
| Kupferbahn Guchab                    | Guchab                                  |                                     | 610              | ?          | ?                | ?                     |      |             |
| Stadtbahn Swakopmund                 | Swakopmund                              | Swakopmund                          | 610              | ?          | 1896–1906        | ?                     |      |             |
| Stadtbahn Kolmanskuppe               | Kolmanskuppe                            | Kolmanskuppe                        | 610              | ?          | ?–?              | ?                     |      |             |
| Hafenbahn Lüderitz                   | Lüderitz                                | Lüderitz                            | 610              | ?          | 1904–1906        | ?                     |      |             |
| Anschlussbahn Garub                  | Garub                                   |                                     | 610              | 2,4        | 1903             | ?                     |      |             |
| Stadtbahn Windhoek                   | Windhoek                                | Windhoek                            | 610              | 5          | 1902             | ?                     |      |             |
| Anschlussbahn Rehoboth               | Rehoboth                                |                                     | 610              | 12         | 1912             | ?                     |      |             |
| Marmorbahn Karibib                   | Karibib                                 |                                     | 610              | 12         | ?                | ?                     |      |             |
| Eisenbahn Kalkfeld                   | Kalkfeld                                |                                     | 610              | 16         | 1905             | ?                     |      |             |
| Bergbaubahn Tsumeb                   | Tsumeb                                  |                                     | 610              | ?          | ?                | ?                     |      |             |
| Khan-Gruben-Anschlussbahn            | Khan-Bergbwerk                          | Arandis                             | 600              | 11         | 1911             | ?                     |      |             |
| Bergbaubahn Kreuzkap                 | Kreuzkap                                |                                     | 610              | 20         | 1895             | ?                     |      |             |
| Walvis-Bay-Bahn                      | Walvis Bay 22° 57′ 27″ S, 14° 29′ 43″ O | Rooikop 22° 59′ 2″ S, 14° 39′ 19″ O | 610              | 18         | 1898             | ?                     |      |             |